# Casa Loma

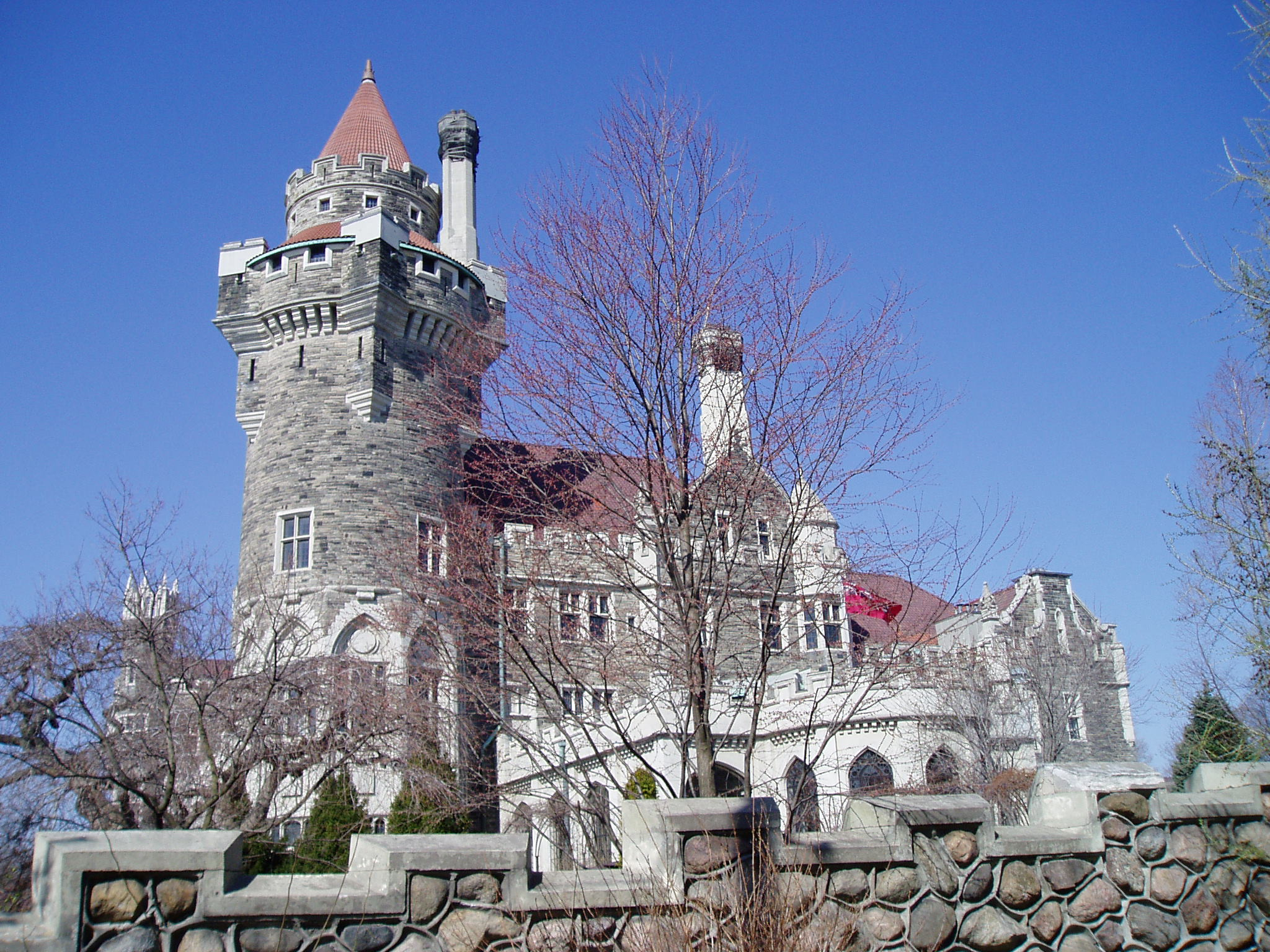
Casa Loma

Casa Loma – neogotycki zamek w kanadyjskim mieście Toronto, znajdujący się przy Austin Terrace, zbudowany w latach 1911–1914.
Budowa tego domu kosztowała w 1911 roku 3,5 mln dolarów i angażowała 300 osób przez 3 lata budowy. Budynek stoi na wzgórzu, skąd wziął swoją nazwę (hiszp. Casa Loma – dom na wzgórzu). Architektem był E. J. Lennox, który wzniósł także stary ratusz miejski w podobnym stylu zamczyska, nawiązującym do europejskich pierwowzorów.
Sir Henry Mill Pellatt, właściciel i pomysłodawca willi, był przemysłowcem, finansistą i żołnierzem w służbie Korony Brytyjskiej. Należał do regimentu Queen's Own Rifles, jednego z najstarszych istniejących w Kanadzie, a król Edward VII nadał mu tytuł szlachecki. W 1910 Sir Henry na własny koszt wysłał cały regiment, 600 żołnierzy, na manewry do Anglii. Po paru latach fortuna odwróciła się i musiał opuścić swój dom. Dziś jest to własność miasta, a od 1937 roku nadzorem zajmuje się Kiwanis Club. Zarówno willa jak i wiktoriańskie ogrody są atrakcją i odwiedzane są przez ponad 400 tysięcy turystów rocznie. Często obiekt jest wynajmowany na bale, śluby lub ekipom filmowym.
Willa ma 98 pokoi i pomieszczeń na 3 poziomach oraz część podziemną. Casa Loma ma 22 kominki i pierwszą zainstalowaną w Toronto windę – Otis I. Na zewnątrz najbardziej charakterystyczne są dwie wieże, nadające budynkowi wygląd zamku, a do zespołu należą także luksusowe stajnie (są tam mahoniowe boksy, hiszpańskie kafelki i złocone tabliczki z imionami koni), połączone z domem tunelem o długości 244 m. Stajnie zostały zbudowane na 4 lata przed powstaniem willi, w 1906, kosztem 250 000 dolarów. Przy stajni mieści się powozownia, gdzie zgromadzono wiele z używanych w epoce powozów. W części podziemnej znajduje się między innymi piwniczka winna, gdzie zgromadzono ponad 1800 butelek win. Odpowiednia temperatura była utrzymywana przez urządzenia chłodzące (w owych czasach nowość). Piwniczka była połączona tajnym przejściem bezpośrednio ze studiem Sir Henry'ego.
Do budowy i wystroju Casa Loma użyto wielu cennych materiałów, zarówno lokalnych jak i sprowadzanych z całego świata. Cieplarnia, ogrzewana w zimie, ma posadzkę z włoskiego marmuru i wspaniałą włoską oszkloną kopułę. Do cieplarni wiodą drzwi wykonane z brązu, które wówczas kosztowały 10 000 dolarów. Wielka sala ma 20 metrów wysokości, służyła także za salę balową. Wykładany drzewem tekowym i dębem korytarz, Peacock Alley, jest wzorowany na podobnym przejściu w zamku windsorskim. W łazience Sir Henry'ego prysznic był tak skonstruowany, by obmywać ciało ze wszystkich stron. Jego łazienka była większa od łazienki jego żony, za to w łazience Lady Mary Pellatt zamontowano bidet – jak na owe czasy wyposażenie rzadko spotykane. Natomiast zdobienia paneli w Oak Room rzemieślnicy rzeźbili we francuskim dębie aż przez 3 lata.
Na zewnątrz znajduje się zadbany formalny ogród, który odrestaurowano w 1990 kosztem 1,5 miliona dolarów, starając się zachować pierwotny kształt i podział.